# Fiera di Genova

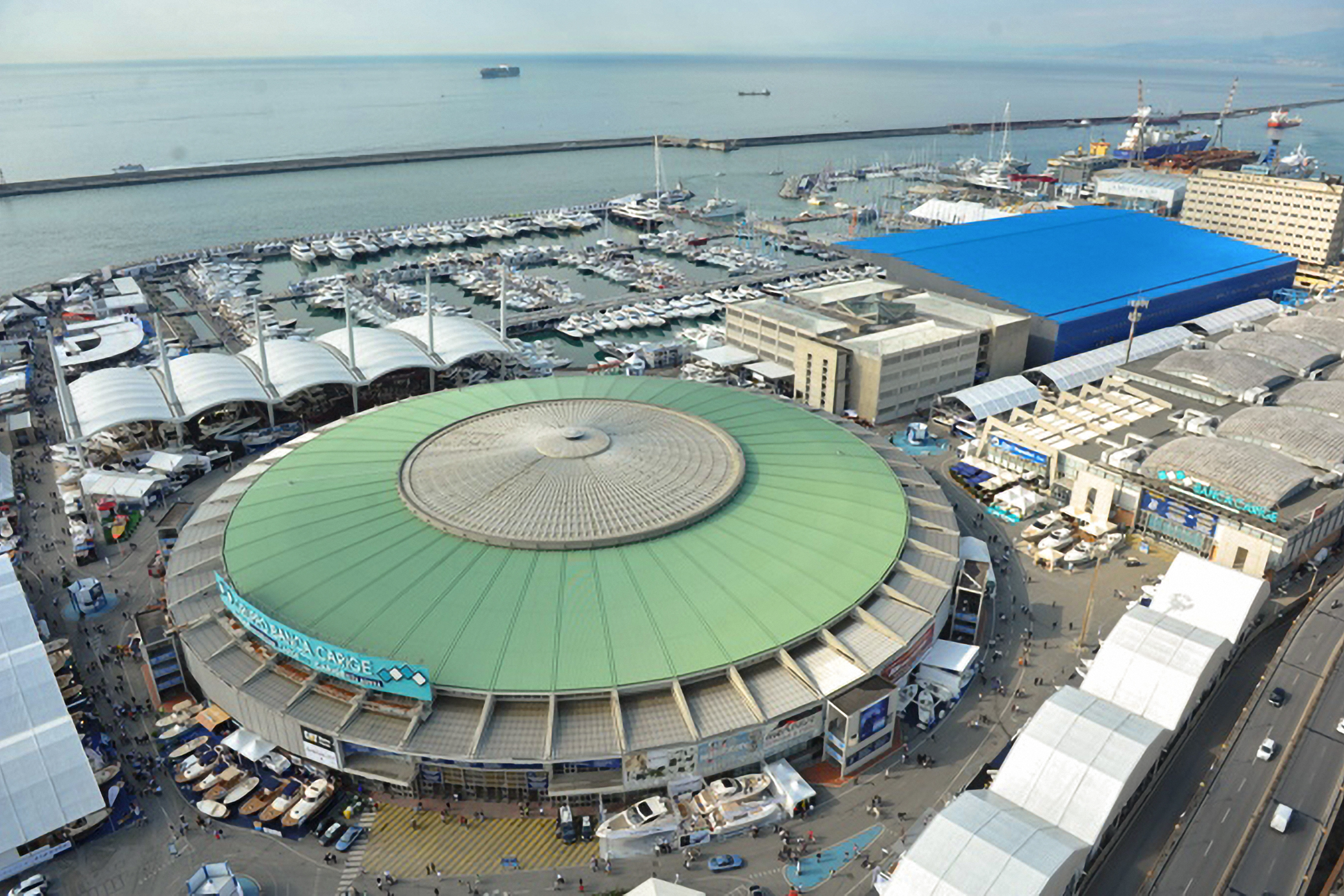
Uno scorcio della Fiera di Genova coi suoi due edifici principali, il Palasport e il Padiglione Blu

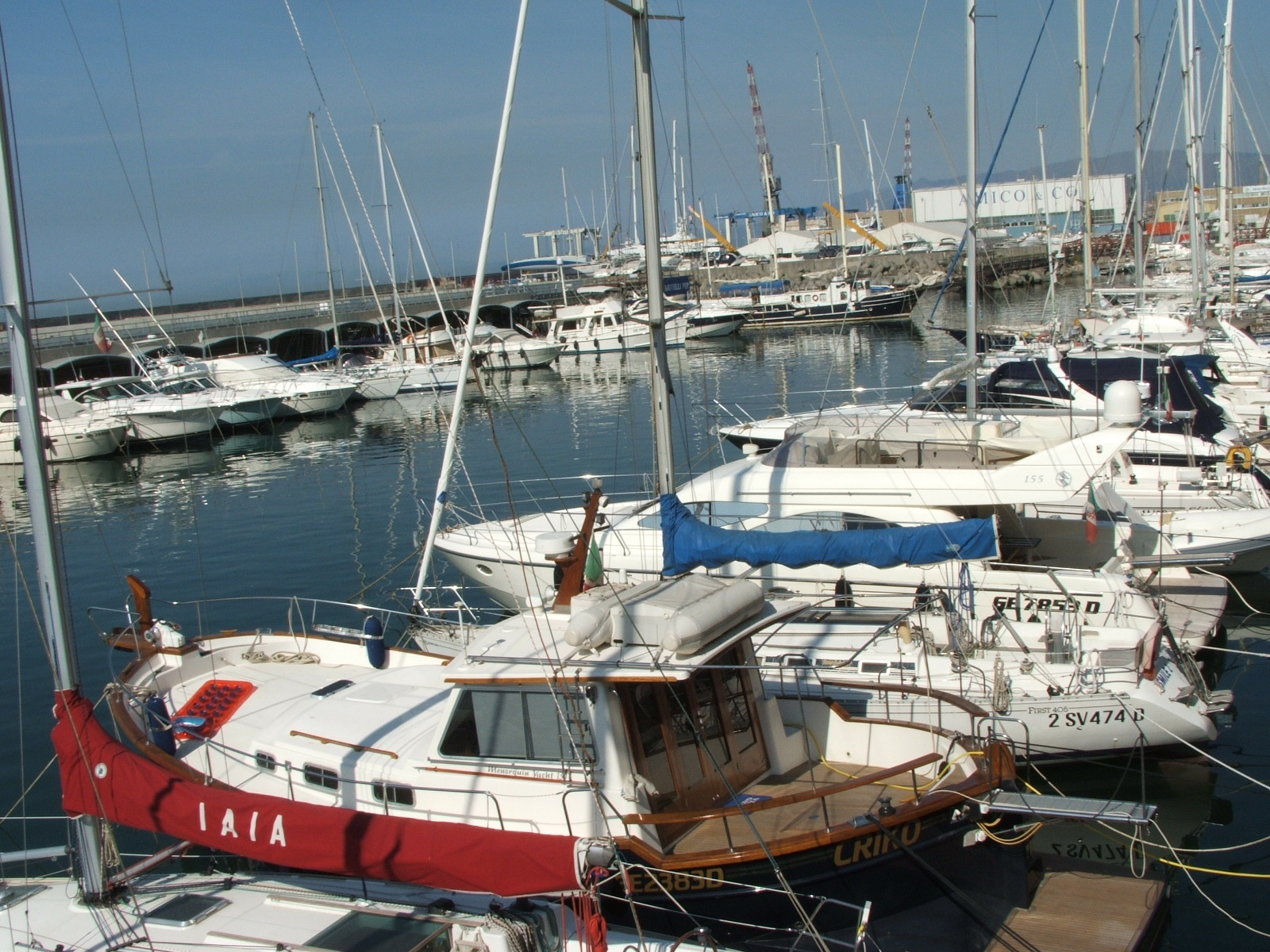
La Marina.

La Fiera di Genova è un'area espositiva situata nel quartiere genovese della Foce, allo sbocco del torrente Bisagno. Dal 2019 è gestita da Porto Antico Spa. Nel 2021 sono iniziati nell'area i lavori per il progetto del Waterfront di Levante ideato da Renzo Piano.

## Caratteristiche
Il progetto urbanistico della Fiera è da ricondursi a Luigi Carlo Daneri, l'ideazione a Giuseppe De André (padre del cantautore Fabrizio). Il quartiere si trova nel piazzale intitolato a John Fitzgerald Kennedy (zona Foce). La Fiera guarda direttamente il mare, dal quale è stata ricavata all'inizio degli anni '60 per mezzo di una importante opera di riempimento della precedente spiaggia. Il comprensorio fieristico comprende padiglioni, superfici all'aperto e 100.000 metri quadrati di specchio acqueo che rendono l'area del tutto unica nel panorama fieristico internazionale.
La Fiera di Genova costituisce uno strumento di promozione del territorio e genera un importante indotto economico. In virtù della sua collocazione, affacciata sul Mar Ligure, ha sviluppato una specializzazione nel comparto marino-marittimo, con la manifestazione di punta della Fiera: il Salone Nautico Internazionale. L'offerta fieristica comprende varie manifestazioni business-to-business e kermesse rivolte al grande pubblico come la quinquennale Euroflora, e la storica Fiera Primavera dagli anni 1970. Tra le aree tematiche anche l'antiquariato e l'arte (Antiqua, ArteGenova), l'informatica e l'elettronica (Gizmark e Gizmark di Natale), l'educazione (Abcd+Orientamenti), fiere campionarie (Primavera, Natalidea). Altri eventi a cadenza annuale sono il MARC, la Mostra felina, la mostra Canina e il Torneo Ravano.
Fra gli anni 2000 e i 2010 la Fiera ha avuto importanti problemi economici, dovuti fra l'altro ai costi per la costruzione del Padiglione B, lievitati negli anni sino a circa 43 milioni di euro, con un paventato danno alle casse del comune di Genova stimato attorno ai 34 milioni di euro. Ciò ha causato prima la liquidazione della società Fiera di Genova Spa e infine il passaggio della gestione dell'area a Porto Antico Spa nel 2019.

### Waterfront di Levante

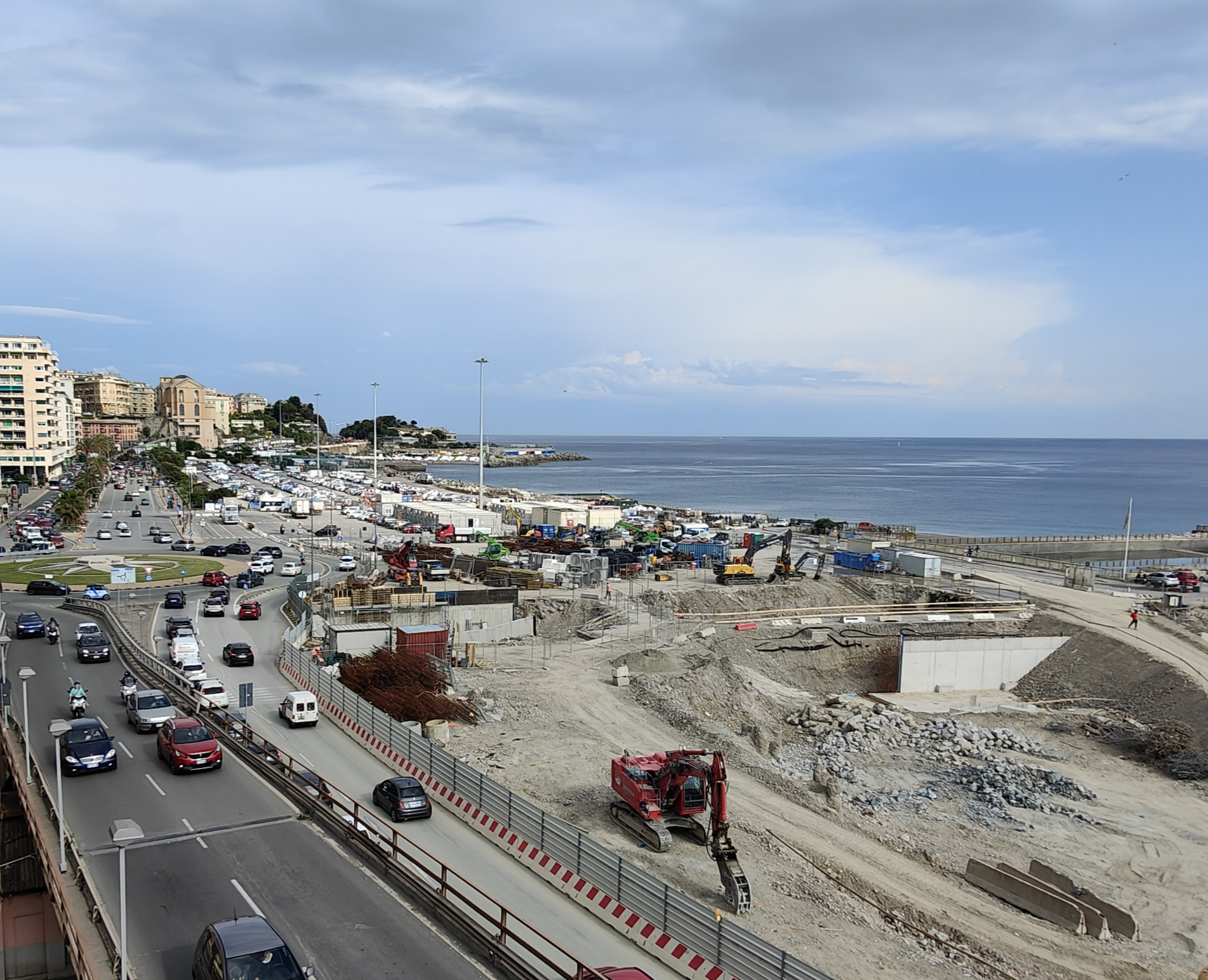
Vista da corso Aurelio Saffi: la rotonda, corso Marconi; piazzale Kennedy e la sopraelevata

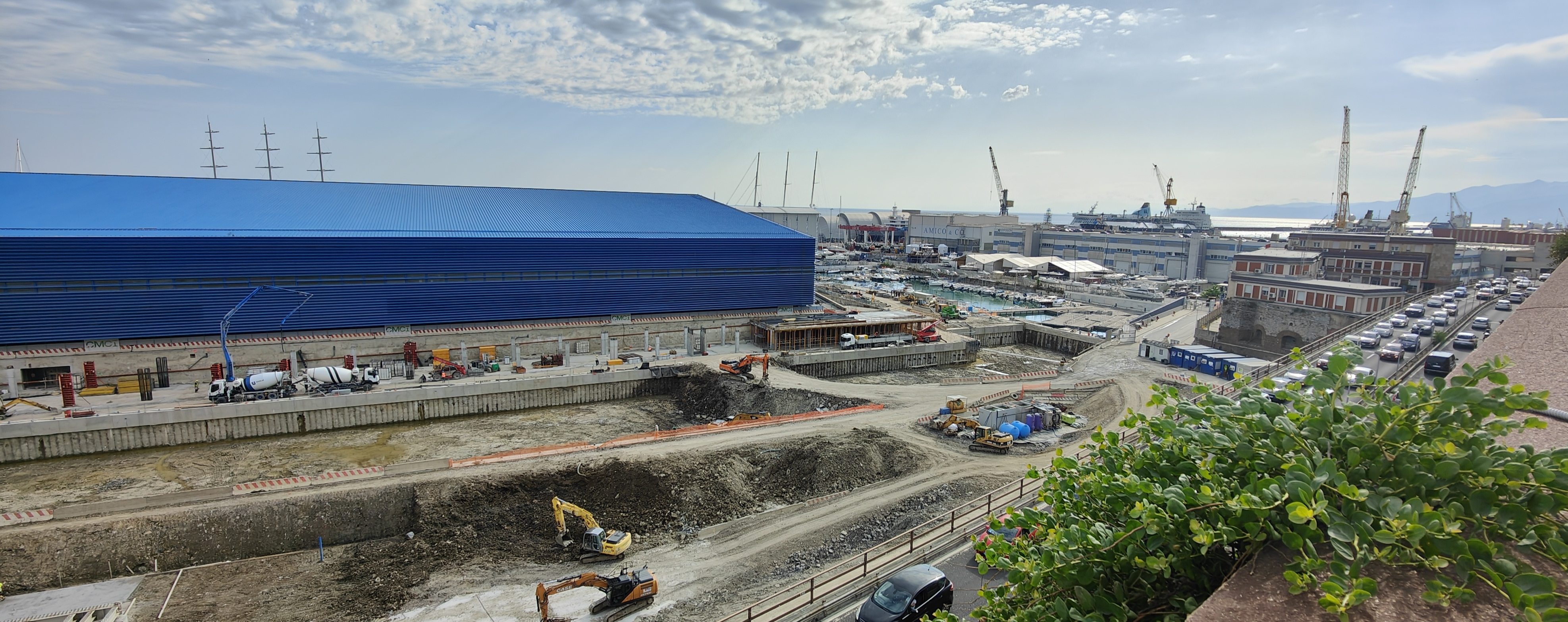
La zona verso ponente e il porto, in mezzo sorgeva l'edificio NIRA con, sul tetto, l'osservatorio dei movimenti portuali de L'Avvisatore Marittimo

Nel 2017, l'architetto Renzo Piano ha donato al Comune di Genova il disegno del Waterfront di Levante; tale progetto prevede una radicale trasformazione della Fiera, con la creazione di una nuova darsena e di un parco urbano, la prosecuzione di Corso Italia verso Porta Siberia e la costruzione di strutture residenziali.
Il progetto prevede anche la demolizione dell'edificio ex NIRA (avvenuta nel corso del 2019) dell'ufficio palazzine e della biglietteria (avvenute nel 2020), della Marina e dei Padiglioni C e D (avvenute nel 2021). Parallelamente, sono in corso i lavori di recupero e riqualificazione del Palasport, abbandonato da anni. All'interno dell'area rinnovata sorgerà anche la nuova Torre Piloti, disegnata anch'essa da Renzo Piano e ubicata dinnanzi al Padiglione B.

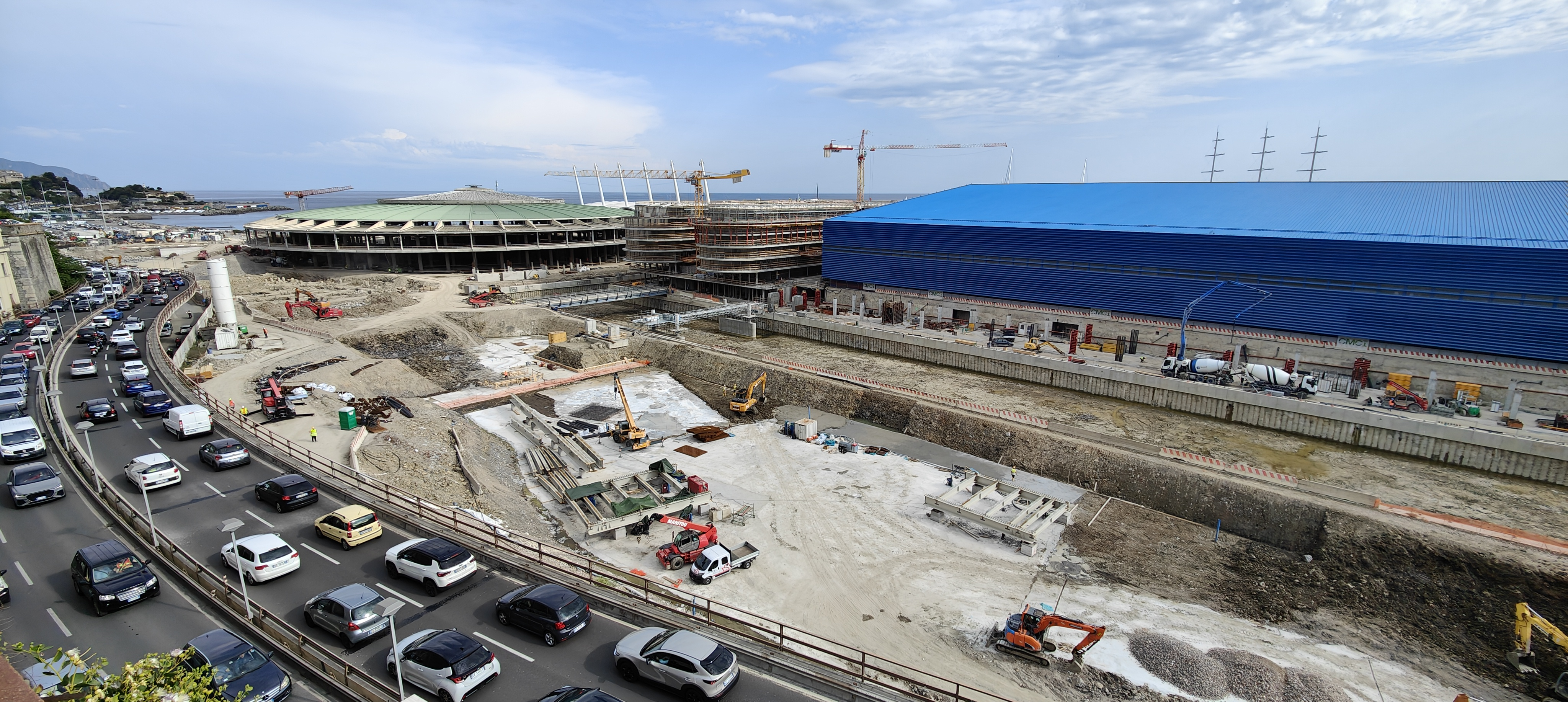
La zona Fiera prima dell'allagamento delle banchine

## Padiglioni

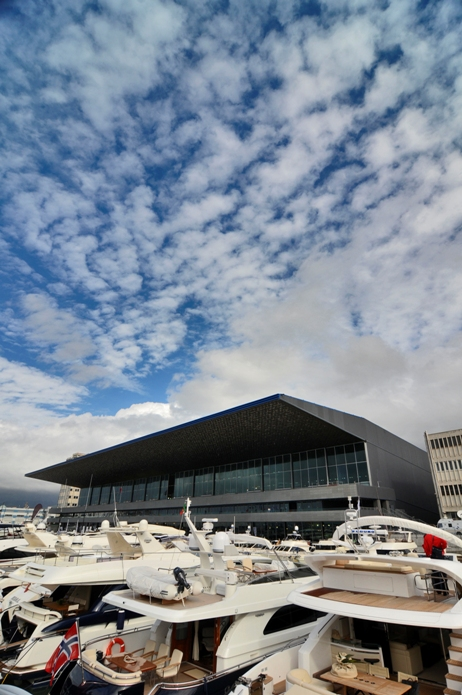
Una panoramica del padiglione B

Nel dettaglio, questi i padiglioni del quartiere fieristico:
- Palasport di Genova (o Padiglione S). Progettato e completato nel 1962 - come uno dei primi esempi di tensostruttura di grandi dimensioni presenti in Europa - sulla base del lavoro di un gruppo di architetti e di ingegneri di fama, si sviluppa su tre piani: quello terreno - nel quale sono ospitate competizioni sportive di ogni tipo - ha un diametro di 160 metri e due gallerie. La superficie espositiva è pari a 31 000 metri quadrati. È dotato di due ampie gradinate laterali. Progettazione: Finzi, Martinoja, Pagani e Sironi. È stato restaurato e riprogettato fra il 2021 e il 2024 su progetto di Renzo Piano.
- Padiglione Blu (o Padiglione B). Progettato dall'architetto Jean Nouvel, è entrato in funzione nell'ottobre 2008 in occasione del Salone Nautico ed è stato inaugurato nel 2009. Sviluppato su due piani a uso espositivo e un piano mezzanino sul lato mare per servizi, sale convegni e uffici, ha una superficie espositiva di oltre 20 000 metri quadrati. Il padiglione che precedentemente occupava quest'area, demolito nel 2007, era strutturato in due parti di eguali dimensioni ed era stato realizzato tra il 1960 e il 1962: la parte B1 si affacciava - ed era collegata con un sottopassaggio - sulla Marina del quartiere fieristico e contava su due gallerie; la parte B2 era di più recente costruzione e portava la superficie complessiva a oltre diecimila metri quadrati. Nel corso della pandemia di COVID-19 il padiglione è stato sede del più grande centro vaccinale della città.

Ex padiglioni del quartiere fieristico:
- Padiglione D. L'edificio è stato demolito nel 2021. In questo padiglione la funzione espositiva era limitata al piano terreno (5 000 metri quadrati di superficie). Fino al luglio 2001 parte dell'edificio era adibita a sede del Mercato dei Fiori di Genova.[19] Nel resto dell'edificio tra il 1968 e il 2016 hanno avuto sede alcune aule e laboratori della Facoltà di Ingegneria dell'Università degli studi di Genova.[20] L'edificio era stato progettato dallo studio Vito e Gustavo Latis.
- Padiglione C. L'edificio è stato demolito nel 2021. La sua struttura era articolata su quattro livelli, dall'atrio d'onore alla galleria che sovrasta il piano superiore. La superficie espositiva era di 30.000 metri quadrati. Progettazione: Vitale, Del Vecchio e Salzano.
- Marina. La struttura è stata demolita nel 2021. Adibita ad area espositiva durante il Salone Nautico, la marina del quartiere fieristico funzionava durante tutto l'anno come porticciolo. Costruita nel 1988 e progettata da Alfredo Natali e Marcello Spina, aveva una darsena principale capace di ospitare fino a 200 posti barca, ripartiti su due banchine, e due darsene preesistenti, per una superficie di circa 40 000 metri quadrati. Includeva una tensostruttura di 9 000 metri quadrati (su un piazzale dotato di un totale di 12.500 m² disponibili) e un'area servizi con bar e ristorante. È stata sostituita dal 2021 dal Waterfront Marina.

Oltre ai padiglioni, dal 2021 di fronte al Padiglione Blu sorge la nuova area dedicata all'approdo degli yacht chiamata Waterfront Marina, estesa su 15.000 metri quadrati e dotata di strutture ricettive e sportive.